# Namutonia wuehlischi
Namutonia wuehlischi is een hooiwagen uit de familie Trionyxellidae.